# كرايغ ريفيرا
كرايغ ريفيرا (بالإنجليزية: Craig Rivera)‏ هو صحفي أمريكي، ولد في 10 أكتوبر 1954 في مانهاتن في الولايات المتحدة.

## وصلات خارجية
- كرايغ ريفيرا على موقع IMDb (الإنجليزية)